# Petrissa Solja
Petrissa Solja (Kandel, 11 marzo 1994) è una tennistavolista tedesca.

## Carriera
In carriera ha vinto la medaglia d'argento nella gara a squadre a Rio de Janeiro 2016 e quattro titoli europei.

## Palmarès
Olimpiadi
- 1 medaglia:
  - 1 argento (squadre a Rio de Janeiro 2016).

Mondiali
- 1 medaglia:
  - 1 bronzo (doppio misto a Düsseldorf 2017).

Europei
- 5 medaglie:
  - 4 ori (doppio a Schwechat 2013, squadre a Schwechat 2013, a Lisbona 2014 e Ekaterinburg 2015).
  - 1 bronzo (doppio misto ad Alicante 2018).